# Simportador

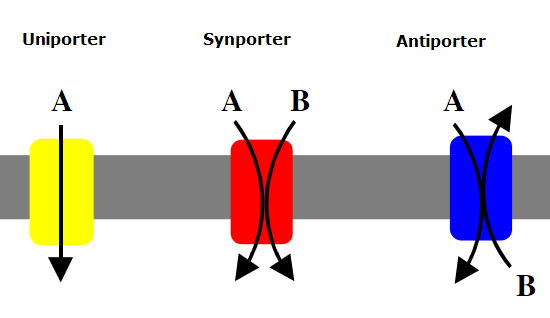
Comparación de proteínas de transporte

Un simportador es una proteína de membrana integral que participa en el transporte de dos moléculas diferentes a través de la membrana celular en la misma dirección. El simportador trabaja en la membrana plasmática y las moléculas se transportan a través de la membrana celular al mismo tiempo, y es, por tanto, un tipo de cotransportador. El transportador se llama simportador, porque las moléculas viajarán en la misma dirección entre sí. Esto contrasta con el transportador antipuerto. Por lo general, los iones se moverán a favor del gradiente electroquímico, lo que permitirá que las otras moléculas se muevan en contra del gradiente de concentración. El movimiento de los iones a través de la membrana facilita la difusión y se acopla con el transporte activo de la(s) molécula(s).

## Ejemplos

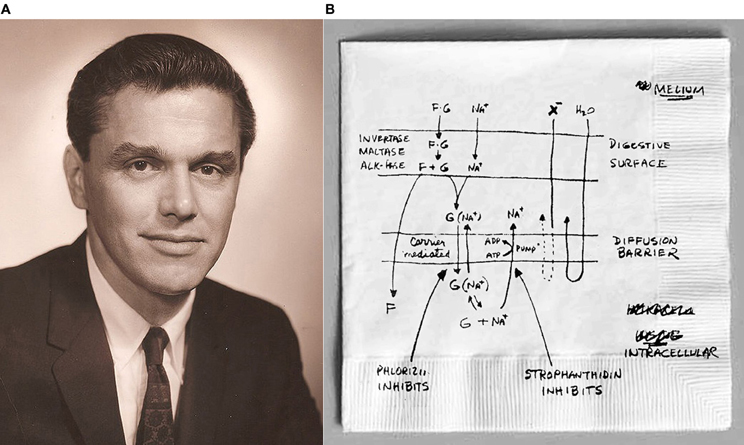
Robert K. Crane y su bosquejo del simportador sodio-glucosa

Las SGLT1 en el epitelio intestinal transporta iones de sodio (Na+) y glucosa a través de la membrana luminal de las células epiteliales para que pueda ser absorbido por el torrente sanguíneo. Esta es la base de la terapia de rehidratación oral. Si este simportador no existiera, los canales individuales de sodio y los uniportadores de glucosa no podrían transferir glucosa contra el gradiente de concentración al torrente sanguíneo.
El simportador Na+/K+/2Cl− en el asa de Henle en los túbulos renales del riñón transporta 4 moléculas de 3 tipos diferentes; un ion de sodio (Na+), un ion de potasio (K+) y dos iones de cloruro (2Cl−). Los diuréticos de asa como la furosemida (Lasix) actúan sobre esta proteína.
Los invertebrados marinos utilizan simportadores para transportarse contra fuertes gradientes químicos. Los aminoácidos y los azúcares se toman del agua de mar en presencia de sodio extracelular y son impulsados por la bomba NA+/K +-ATPasa.
En las raíces de las plantas, los simportadores H+/K+ son solo un miembro de un grupo de varios simportadores/antiportadores que permiten específicamente solo un ion de hidrógeno cargado (más conocido como protón) y un ion K+ cargado. Este grupo de transportadores contribuye a modular el potencial quimiosmótico dentro de la célula. Inicialmente, la H+ ATPasa bombea H+ al área fuera de la raíz. Este cambio tanto en el pH como en el gradiente de potencial electroquímico entre el interior de la celda y el exterior produce una fuerza motriz de protones, ya que los protones querrán fluir naturalmente de regreso al área de baja concentración y con un voltaje más cercano a cero desde su situación actual de estar en una zona de alta concentración de protones cargados positivamente.
Las razones de esto son dobles. Por un lado, las sustancias en la naturaleza tienen una tendencia a moverse de áreas de alta concentración a áreas de baja concentración, como se evidencia al dejar caer una gota de colorante alimentario en un vaso de agua. No se agrega, sino que comienza a moverse desde las áreas altamente concentradas (áreas coloreadas) hacia las áreas de baja concentración (áreas claras). En segundo lugar, grandes grupos de partículas predominantemente cargadas positivamente o negativamente se repelerán entre sí de forma natural. La fuerza motriz de protones funciona en el sistema al llevar los iones hacia la epidermis de la raíz o la superficie de un cabello radicular junto con los protones. Desde la superficie de la interfase suelo/raíz, portadores específicos, como los simportadores H+/K+, permiten que los iones específicos entren en la célula y salgan por los plasmodesmos/simportadores/antiportadores del lado de la célula que mira hacia el suelo para que el elemento esencial puede subir por la planta hasta el área que se necesita para que pueda suministrar a la planta nutrientes importantes que son vitales para que la planta pueda alcanzar la madurez.